# Lista de países por extremos meteorológicos
Esta é uma lista de países por extremos de temperatura registados.
| País/Região            | Temperatura mais baixa | Local                                                  | Data                                                                       | Temperatura mais alta | Local                                                                    | Data                                            |
| ---------------------- | ---------------------- | ------------------------------------------------------ | -------------------------------------------------------------------------- | --------------------- | ------------------------------------------------------------------------ | ----------------------------------------------- |
| África do Sul          | -20.1 ºC               | Buffelsfontein, perto de Molteno, Cabo Oriental        | 23 de agosto de 2013                                                       | 50.0 ºC               | Dunbrody, Cabo Oriental                                                  | 3 de novembro de 1918                           |
| Argélia                | -13.8 ºC               | Mécheria                                               | 28 de janeiro de 2005                                                      | 51.3 ºC               | El Bayadh, El Bayadh                                                     | 2 de setembro de 1979                           |
| Botswana               |                        |                                                        |                                                                            | 44.0 ºC               | Maun                                                                     | 7 de janeiro de 2016                            |
| Burquina Fasso         | 5 ºC                   | Markoye                                                | janeiro de 1975                                                            | 47.2 ºC               | Dori                                                                     | 1984                                            |
| Chade                  |                        |                                                        |                                                                            | 47.6 ºC               | Faya-Largeau                                                             | 22 de junho de 2010                             |
| Egito                  | -15 ºC                 | Monte Santa Catarina                                   |                                                                            | 51 ºC                 | Aswan                                                                    |                                                 |
| Gana                   |                        |                                                        |                                                                            | 43.3 ºC               | Navrongo                                                                 | 10 de abril de 2015                             |
| Níger                  |                        |                                                        |                                                                            | 48.2 ºC               | Bilma                                                                    | 23 de junho de 2010                             |
| Nigéria                |                        |                                                        |                                                                            | 46.4 ºC               | Yola                                                                     | 3 de abril de 2010                              |
| Lesoto                 | -21.0 ºC               | ?                                                      | ?                                                                          |                       |                                                                          |                                                 |
| Marrocos               | -23.9 ºC               | Ifrane                                                 | 11 de fevereiro de 1935                                                    |                       |                                                                          |                                                 |
| Sudão                  | -1.0 ºC                | Zalingei                                               | dezembro de 1961 e janeiro de 1962                                         | 49.7 °C               | Dongola                                                                  | 25 de junho de 2010                             |
| Essuatíni              | -6.7 ºC                | Big Bend                                               | ?                                                                          | 47.7 ºC               | Lavumisa                                                                 | ?                                               |
| Tunísia                |                        |                                                        |                                                                            | 55 °C *               | Kebili                                                                   | 7 de julho de 1931                              |
| Saara Ocidental        |                        |                                                        |                                                                            | 50.7 °C               | Semara                                                                   | 13 de julho de 1961                             |
| Zâmbia                 |                        |                                                        |                                                                            | 42.4 °C               | Mfuwe, Província Oriental                                                | 13 de outubro de 2010                           |
| Afeganistão            | -52.2 ºC               | Shahrak                                                | Janeiro de 1964                                                            | 49.9 ºC               | Farah                                                                    | August 2009                                     |
| Arábia Saudita         | -12.0 ºC               | Turaif                                                 | ?                                                                          | 52.0 ºC               | Jeddah                                                                   | 23 de junho de 2010                             |
| Armênia                | -42.0 ºC               | Paghakn e Ashocq                                       | 1961                                                                       | 43.7 ºC               | Meghri                                                                   | 1 de agosto de 2011                             |
| Azerbaijão             | -33.0 ºC               | Julfa e Ordubad                                        | ?                                                                          | 46.0 ºC               | Julfa e Ordubad                                                          | ?                                               |
| Bangladesh             | 2.6 ºC                 | Tetulia                                                | 8 de janeiro de 2018                                                       | 45.1 ºC               | Rajshahi                                                                 | 30 de maio de 1972                              |
| Butão                  |                        |                                                        |                                                                            | 40.0 ºC               | Phuentsholing                                                            | 27 de agosto de 1997                            |
| Camboja                | 10.0 ºC                | Preah Vihea                                            | 6 de fevereiro de 2018                                                     | 42.6 ºC               | Preah Vihea                                                              | 15 de abril de 2016                             |
| China                  | -52.3 ºC               | Condado de Mohe, Heilongjiang                          | 13 de fevereiro de 1969                                                    | 50.3 ºC               | Lago Ayding, Turpan, Xinjiang                                            | 24 de julho de 2015                             |
| Hong Kong              | -6.0 ºC                | Tai Mo Shan                                            | 24 de janeiro de 2016                                                      | 37.9 ºC               | Happy Valley                                                             | 8 de agosto de 2015, 9 de julho de 2016         |
| Índia                  | -33.9 ºC               | Dras, Jammu e Caxemira                                 | 22 de março de 1911                                                        | 51.0 ºC               | Phalodi, Rajastão                                                        | 19 de maio de 2016                              |
| Indonésia              |                        |                                                        |                                                                            | 39.5 ºC               | Jatiwangi, Cirebon, Java Ocidental / Semarang, Java Central              | dezembro de 2006/ 27 de outubro de 2015         |
| Irão                   | -46.0 ºC               | Saqqez                                                 | 1972                                                                       | 54 ºC                 | Aeroporto de Ahwaz (OIAW)                                                | 29 de junho de 2017                             |
| Iraque                 |                        |                                                        |                                                                            | 53.9 ºC               | Baçorá                                                                   | 22 de julho de 2016                             |
| Israel                 | -14.2 ºC               | Merom Golan                                            | 10 de janeiro de 2015                                                      | 54.0 ºC *             | Tirat Zvi                                                                | 21 de junho de 1942                             |
| Japão                  | -41.0 ºC               | Asahikawa, Hokkaidō                                    | 25 de janeiro de 1902                                                      | 41.0 ºC               | Shimanto, Kōchi                                                          | 12 de agosto de 2013                            |
| Jordânia               | -16.0 ºC               | Shoubak                                                | 15 de dezembro de 2013                                                     | 50 ºC                 | ?                                                                        | 6 de setembro de 2002                           |
| Kuwait                 |                        |                                                        |                                                                            | 54.0 ºC               | Mitribah                                                                 | 21 de julho de 2016                             |
| Quirguistão            | -53.6 ºC               | ?                                                      | ?                                                                          | 44.0 ºC               | ?                                                                        | ?                                               |
| Laos                   |                        |                                                        |                                                                            | 42.3 ºC               | Seno                                                                     | 12 de abril de 2016                             |
| Malásia                | 7.8 ºC                 | Cameron Highlands                                      | 1 de fevereiro de 1978                                                     | 40.1 ºC               | Chuping                                                                  | 9 de abril de 1998                              |
| Maldivas               | 17.2 ºC                | Ilha Hulhulé, no Aeroporto Internacional Ibrahim Nasir | 11 de abril de 1978                                                        | 34.9 ºC               | Hanimaadhoo                                                              | 16 de abril de 2016                             |
| Mongólia               | -55.3 ºC               | Züüngovi, Uvs                                          | dezembro de 1976                                                           | 44.0 ºC               | Khongor, Darkhan-Uul                                                     | 24 de julho de 1999                             |
| Myanmar                | -6.0 ºC                | Hakha                                                  | 30 de dezembro de 1990                                                     | 47.2 ºC               | Myinmu                                                                   | 14 de maio de 2010                              |
| Nepal                  | -26.0 ºC               | Thakmarpha, Mustang                                    | ? c                                                                        | 46.0 ºC               | Chisapani                                                                | ?                                               |
| Coreia do Norte        | -43.6 ºC               | Chunggangjin                                           | 12 de janeiro de 1933                                                      |                       |                                                                          |                                                 |
| Omã                    |                        |                                                        |                                                                            | 50.8 ºC               | Buraimi, Soar, Curiate                                                   | Julho de 1990, Maio de 2009, 30 de maio de 2017 |
| Paquistão              | -41 ºC                 |                                                        |                                                                            | 53.7 ºC               | Mohenjo-daro, Sindh Turbat                                               | 26 de maio de 2017 28 de maio de 2017           |
| Filipinas              | -5 ºC                  | Monte Pulag                                            | janeiro de 2010                                                            | 42.2 ºC               | Tuguegarao, Vale de Cagayan                                              | 12 de abril de 1912, 11 de maio de 1969         |
| Catar                  |                        |                                                        |                                                                            | 50.4 °C               | Doha                                                                     | 14 de julho de 2010                             |
| Rússia (Sibéria)       | -67.8 ºC               | Verkhoyansk e Oymyakon, na Iacútia                     | 7 de fevereiro de 1892 6 de fevereiro de 1933                              |                       |                                                                          |                                                 |
| Singapura              | 19.0 ºC                | Paya Lebar                                             | 14 de fevereiro de 1989                                                    | 37.0 ºC               | Tengah                                                                   | 17 de abril de 1983                             |
| Coreia do Sul          | -32.8 ºC               | Yangpyeong                                             | 5 de janeiro de 1981                                                       | 40.0 ºC               | Daegu                                                                    | 1 de agosto de 1942                             |
| Síria                  | -23.0 ºC               | Idlib                                                  | janeiro de 1951                                                            | 49.4 ºC               | ?                                                                        | ?                                               |
| Taiwan                 | -18.4 ºC               | Yushan                                                 | 31 de janeiro de 1970                                                      | 40.2 °C               | Taitung                                                                  | 9 de maio de 2004                               |
| Tailândia              | -1.4 ºC                | Sakon Nakhon                                           | 2 de janeiro de 1974                                                       | 44.6 ºC               | Mae Hong Son                                                             | 28 de abril de 2016                             |
| Turquia                | -50.3 ºC               | Província de Ardacane                                  | 14 de janeiro de 1941                                                      | 48.8 ºC               | Mardin- tr (Kızıltepe)                                                   | 14 de agosto de 1993                            |
| Turquemenistão         | -36.0 ºC               | Daşoguz                                                | ?                                                                          | 50.1 ºC               | Reserva Estatal da Biosfera de Repetek, Deserto de Karakum               | 28 de julho de 1983                             |
| Emirados Árabes Unidos | -1.0 ºC                | Rekna                                                  | janeiro de 2008                                                            | 52.1 ºC               | Al Jazeera Border Gate                                                   | julho de 2002                                   |
| Vietname               | -6.1 ºC                | Sa Pa                                                  | 4 de janeiro de 1974                                                       | 42.7 ºC               | Con Cuong/Tuong Duong (tied)                                             | 30 de maio de 2015/12 de maio de 1966           |
| Áustria                | -47.1 ºC               | Dolina de Grünloch                                     | 19 de fevereiro de 1932                                                    | 40.5 ºC               | Bad Deutsch-Altenburg                                                    | 8 de agosto de 2013                             |
| Bielorrússia           | -42.2 ºC               | Slavnom, Vitsebsk Voblast                              | 17 de janeiro de 1940                                                      | 38.9 ºC               | Gomel                                                                    | 7 de agosto de 2010                             |
| Bélgica                | -30.1 ºC               | Vale de Lesse em Rochefort                             | 20 de janeiro de 1940                                                      | 40.7 ºC               | Beitem, Flandres Ocidental                                               | 25 de julho de 2019                             |
| Bósnia e Herzegovina   | -42.5 ºC               | Igman no Cantão de Sarajevo                            | 24 de janeiro de 1963                                                      | 46.2 ºC               | Mostar                                                                   | 31 de julho de 1901                             |
| Bulgária               | -38.3 ºC               | Tran                                                   | 25 de janeiro de 1947                                                      | 45.2 ºC               | Sadovo, Plovdiv                                                          | 5 de agosto de 1916                             |
| Croácia                | -35.5 ºC               | Čakovec                                                | 3 de fevereiro de 1929                                                     | 42.8 ºC               | Ploče                                                                    | 5 de agosto de 1981                             |
| Chipre                 |                        |                                                        |                                                                            | 45.6 °C               | Lefkoniko                                                                | 1 de agosto de 2010[carece de fontes?]          |
| Chéquia                | -42.2 ºC               | Litvínovice                                            | 11 de fevereiro de 1929                                                    | 40.4 ºC               | Dobřichovice, Praga-Oeste                                                | 20 de agosto de 2012                            |
| Dinamarca              | -31.2 ºC               | Thisted, Jutlândia do Norte                            | 8 de janeiro de 1982                                                       | 36.4 ºC               | Holstebro, Midtjylland                                                   | 10 de agosto de 1975                            |
| Eslováquia             | -41.0 ºC               | Vígľaš-Pstruša                                         | 11 de fevereiro de 1929                                                    | 40.3 ºC               | Hurbanovo                                                                | 20 de julho de 2007                             |
| Eslovênia              | -34.5 ºC               | Babno Polje                                            | 15 de fevereiro de 1956 / 16 de fevereiro de 1956 / 13 de janeiro de 1968. | 40.8 ºC               | Cerklje ob Krki                                                          | 8 de agosto de 2013                             |
| Espanha                | -30.0 ºC               | Aeroporto de Calamocha, Província de Teruel            | 17 de dezembro de 1963                                                     | 47.2 ºC               | Múrcia                                                                   | 4 de julho de 1994                              |
| Estónia                | -43.5 ºC               | Jõgeva, Jõgeva                                         | 17 de janeiro de 1940                                                      | 35.6 ºC               | Võru                                                                     | 11 de agosto de 1992                            |
| Finlândia              | -51.5 ºC               | Kittilä, Lapónia Finlandesa                            | 28 de janeiro de 1999                                                      | 37.2 ºC               | Liperi                                                                   | 29 de julho de 2010                             |
| França                 | -41.0 ºC               | Mouthe, Doubs                                          | 17 de janeiro de 1985                                                      | 46.0 ºC               | Vérargues , Hérault                                                      | 28 de junho de 2019                             |
| Alemanha               | −45.9 °C               | Funtensee, Berchtesgadener Land, Baviera               | 24 de dezembro de 2001                                                     | 42.6 ºC               | Lingen, Baixa Saxônia                                                    | 25 de julho de 2019                             |
| Grécia                 | −27.8 °C               | Ptolemaida                                             | 27 de janeiro de 1963                                                      | 48.0 ºC               | Atenas                                                                   | 10 de julho de 1977                             |
| Hungria                | −35 °C                 | Görömbölytapolca                                       | 16 de fevereiro de 1940                                                    | 41.9 ºC               | Kiskunhalas                                                              | 20 de julho de 2007                             |
| Islândia               | -37.9 ºC               | Grímsstaðir                                            | 21 de janeiro de 1918                                                      | 30.5 ºC               | Teigarhorn, Djúpivogur                                                   | 22 de junho de 1939                             |
| Irlanda                | −19.1 °C               | Castelo de Markree, County Sligo                       | 16 de janeiro de 1881                                                      | 33.3 °C               | Castelo de Kilkenny, County Kilkenny                                     | 26 de junho de 1887                             |
| Itália                 | −49.6 °C               | Busa Fradusta, Pale di San Martino                     | 10 de fevereiro de 2013                                                    | 47.0 ºC               | Foggia, Apúlia                                                           | 25 de junho de 2007                             |
| Letônia                | −43.2 °C               | Daugavpils                                             | 8 de fevereiro de 1956                                                     | 37.8 ºC               | Ventspils                                                                | 4 de agosto de 2014                             |
| Lituânia               | -42.9 ºC               | Utena, Utena                                           | 1 de fevereiro de 1956                                                     | 37.5 ºC               | Zarasai, Utena                                                           | 30 de julho de 1994                             |
| Macedônia do Norte     | -31.5 ºC               | Berovo, Berovo                                         | 27 de janeiro de 1954                                                      | 45.7 ºC               | Demir Kapija, Demir Kapija                                               | 24 de julho de 2007                             |
| Malta                  | 1.4 ºC                 | Aeroporto Internacional de Malta                       | 29 de janeiro de 1981                                                      | 43.8 ºC               | Aeroporto Internacional de Malta                                         | 9 de agosto de 1999                             |
| Moldávia               | -35.5 ºC               | Brătușeni, Edineț                                      | 20 de janeiro de 1963                                                      | 42.4 ºC               | Falesti                                                                  | 7 de agosto de 2012                             |
| Montenegro             |                        |                                                        |                                                                            | 44.8 °C               | Podgorica e Danilovgrad                                                  | 16 de agosto de 2007}} / 8 de agosto de 2012    |
| Países Baixos          | -27.4 ºC               | Winterswijk                                            | 27 de janeiro de 1942                                                      | 40.7 ºC               | Gilze en Rijen, Brabante do Norte                                        | 25 de julho de 2019                             |
| Noruega                | -51.4 ºC               | Karasjok, Finnmark                                     | 1 de janeiro de 1886                                                       | 35.6 ºC               | Nesbyen, Buskerud                                                        | 20 de junho de 1970                             |
| Polónia                | -41.0 ºC               | Siedlce, Mazóvia                                       | 11 de janeiro de 1940                                                      | 40.2 ºC               | Proskau                                                                  | 29 de julho de 1921                             |
| Portugal               | -16.0 ºC               | Penhas da Saúde, Covilhã Miranda do Douro              | 16 de janeiro de 1945 e 5 de fevereiro de 1954                             | 47.4 °C               | Amareleja, Distrito de Beja                                              | 1 de agosto de 2003                             |
| Roménia                | -38.5 ºC               | Bod, Braşov                                            | 25 de janeiro de 1942                                                      | 44.5°C                | Ion Sion, Brăila                                                         | 10 de agosto de 1951                            |
| Rússia                 | -67.8 ºC               | Verkhoyansk e Oymyakon, ambas na Iacútia               | 7 de fevereiro de 1892 6 de fevereiro de 1933                              | 45.4 °C               | Utta, Calmúquia                                                          | 12 de julho de 2010                             |
| Sérvia                 | -39.5 ºC               | Karajukica Bunari, Zlatibor                            | 13 de janeiro de 1985                                                      | 44.9°C                | Smederevska Palanka, Podunavlje                                          | 24 de julho de 2007                             |
| Suécia                 | -53.0 ºC               | Malgovik, Västerbotten                                 | 13 de dezembro de 1941                                                     | 38.0 ºC               | Ultuna, Uppsala/ Målilla, Kalmar (tied)                                  | 9 de julho de 1933}} / 29 de junho de 1947      |
| Suíça                  | -41.8 ºC               | La Brévine                                             | 12 de janeiro de 1987                                                      | 41.5 ºC               | Grono, Moesa                                                             | 11 de agosto de 2003                            |
| Ucrânia                | -41.9 ºC               | Luhansk                                                | 8 de janeiro de 1935                                                       | 42.0 ºC               | Luhansk                                                                  | 12 de agosto de 2010                            |
| Reino Unido            | -27.2 ºC               | Braemar, Aberdeenshire Altnaharra, Sutherland          | 11 de fevereiro de 1895 e 10 de janeiro de 1982                            | 38.7 ºC               | Cambridge, Cambridgeshire                                                | 25 de julho de 2019                             |
| Antígua e Barbuda      | 16.1 ºC                | Aeroporto Internacional V. C. Bird, St. John's         | 31 de dezembro de 1974 e 28 de janeiro de 1976                             | 34.9 ºC               | Aeroporto Internacional V. C. Bird, St. John's                           | 12 de agosto de 1995                            |
| Canadá                 | -63.0 ºC               | Snag, Yukon                                            | 3 de fevereiro de 1947                                                     | 45 ºC                 | Yellow Grass, Saskatchewan Midale, Saskatchewan                          | 5 de julho de 1937                              |
| Ilhas Caimã            | 11.1 ºC                | Aeroporto Internacional Owen Roberts, Grand Cayman     | ?                                                                          |                       |                                                                          |                                                 |
| Cuba                   | 0.6 ºC                 | Bainoa, Mayabeque                                      | 18 de fevereiro de 1996                                                    | 38.8 ºC               | Jucarito (Granma)                                                        | 17 de abril de 1999                             |
| República Dominicana   | -7.0 ºC                | Valle Nuevo (Constanza)                                | 17 de janeiro de 1983                                                      | 43.0 ºC               | Mao                                                                      | 31 de agosto de 1954                            |
| Gronelândia            | -66.1 ºC               | North Ice                                              | 9 de janeiro de 1954                                                       | 30.1 ºC               | Ivittuut                                                                 | 23 de agosto de 1915                            |
| Guatemala              | -11.5 ºC               | Olintepeque, Quetzaltenango                            | ?                                                                          | 45 °C (113 °F)        | Estanzuela, Zacapa                                                       | ? do                                            |
| Panamá                 | 2.0 ºC                 | Bajo Grande                                            | 20 de fevereiro de 1995                                                    | 40 ºC                 | San Francisco                                                            | 20 de março de 1998                             |
| Porto Rico             | 4 ºC                   | Aibonito/San Sebastián                                 | 9 de março de 1911/ 24 de janeiro de 1966                                  | 40 ºC                 | Ilha de Mona                                                             | 2 de julho de 1996                              |
| Estados Unidos ·       | -62.2 ºC               | Prospect Creek, Alasca                                 | 23 de janeiro de 1971                                                      | 56.7 ºC *             | Furnace Creek Ranch (formerly Greenland Ranch), Death Valley, California | 10 de julho de 1913                             |
| Argentina              | -32.8 ºC               | Sarmiento, Chubut                                      | 1 de junho de 1907                                                         | 48.9 ºC *             | Rivadavia, Salta                                                         | 11 de dezembro de 1905                          |
| Bolívia                |                        |                                                        |                                                                            | 46.7 ºC               | Villamontes, Tarija                                                      | 29 de outubro de 2010                           |
| Brasil                 | -14.0 ºC               | Caçador, Santa Catarina                                | junho de 1952                                                              | 44.8 ºC               | Araçuaí, Minas Gerais                                                    | 19 de novembro de 2023                          |
| Colômbia               |                        |                                                        |                                                                            | 45.0 ºC               | Puerto Salgar, Cundinamarca                                              | 29 de dezembro de 2015}}                        |
| Chile                  | -37.0 ºC               | Coyhaique Alto                                         | junho de 2002                                                              | 44.9 ºC               | Quillón, Região de Biobio                                                | 26 de janeiro de 2017                           |
| Paraguai               | -7.5 ºC                | Pratts Gill, Boquerón                                  | 13 de julho de 2000                                                        | 45.0 ºC               | Pratts Gill, Boquerón                                                    | 14 de novembro de 2009                          |
| Peru                   | -25.2 ºC               | Mazo Cruz, Puno Region                                 | 30 de junho de 1966                                                        |                       |                                                                          |                                                 |
| Uruguai                | -11.0 ºC               | Melo, Cerro Largo                                      | 14 de junho de 1967                                                        | 44.0 ºC               | Paysandú, Paysandú                                                       | 20 de janeiro de 1943                           |
| Venezuela              |                        |                                                        |                                                                            | 43.6 ºC               | Santa Ana de Coro, Falcón                                                | 29 de abril de 2015/12 de maio de 1966          |
| Austrália              | -23.0 ºC               | Charlotte Pass                                         | 29 de junho de 1994                                                        | 50.7 °C               | Oodnadatta                                                               | 2 de janeiro de 1960                            |
| Nova Zelândia          | -25.6 ºC               | Ranfurly, Central Otago                                | 18 de julho de 1903                                                        | 42.4 ºC               | Rangiora, Canterbury / Jordan, Marlborough (empate)                      | 7 de fevereiro de 1973                          |
| Samoa                  | 11.1 ºC                | Afiamalu                                               | 29 de setembro de 1971                                                     | 35.3 ºC               | Asau                                                                     | 24 de dezembro de 1968                          |
| Ilhas Salomão          |                        |                                                        |                                                                            | 36.1 ºC               | Honiara, Guadalcanal                                                     | 1 de fevereiro de 2010                          |